# 庫爾尼基 (捷爾諾波爾區)
49°37′28″N 25°39′24″E / 49.62444°N 25.65667°E
庫爾尼基（烏克蘭語：Курники），是烏克蘭的村落，位於該國西部捷爾諾波爾州，由捷爾諾波爾區負責管轄，面積0.83平方公里，海拔高度306米，2016年人口375，人口密度每平方公里421.7人。